# تأمين المسؤولية المهنية
تأمين المسؤولية المهنية هو شكل من أشكال تأمين المسؤولية الذي يساعد على الحماية عند تقديم الاستشارات والخدمات المهنية للأفراد و الشركات، من تحمل التكلفة الكاملة للدفاع ضد دعوى الإهمال التي رفعها الزبون في دعوى قضائية. تركز التغطية على الفشل المزعوم في الأداء من جانب، والخسارة المالية الناجمة عن الخطأ أو الإغفال في الخدمة أو المنتج الذي يبيعه المؤمّن.